# Südsibirisch-Pontisch-Pannonische Florenregion
Die Südsibirisch-Pontisch-Pannonische Florenregion ist ein Florengebiet – eine Einheit der floristischen Gliederung – in Mittel- und Osteuropa und in Asien, welche sich von Südsibirien über die Ukraine, Siebenbürgen, die Vojvodina und die Ungarische Tiefebene bis an den Alpenostrand in Österreich erstreckt. Sie ist selbst wiederum ein Teil der Holarktis. Die Vegetation ist stark durch das kontinentale Klima mit geringen Niederschlägen, hohen Sommer- und niedrigen Wintertemperaturen geprägt. Bis etwa 50 Kilometer östlich von Bukarest wäre das Gebiet natürlicherweise bewaldet, es entstanden jedoch Sekundärsteppen aufgrund der jahrhundertelangen Beweidung durch Nutztiere des Menschen. Erst östlich davon beginnen die klimatisch bedingten Primärsteppen.
Die Region besteht aus drei Provinzen:
- Die Pannonische Florenprovinz im Westen umfasst die Ungarische Tiefebene und angrenzende Gebiete Ungarns, Serbiens, Rumäniens, der Slowakei, Mährens und Österreichs.
- Die Pontische Florenprovinz, nördlich des Schwarzen Meeres gelegen, schließt im Osten daran an und reicht bis zum Südfuß des Ural.
- Die Südsibirische Florenprovinz befindet sich noch weiter östlich und endet am Westfuß des Altaigebirges in Kasachstan.

Typische südsibirisch-pontisch-pannonische Florenelemente sind das Frühlings-Adonis und die Sibirien-Glockenblume.